# Provincia de San Salvador
La provincia de San Salvador fue una provincia de la Monarquía Española, erigida el 8 de mayo de 1821 en el territorio de la Intendencia de San Salvador, que hasta ese momento era parte de la provincia de Guatemala. En ese mismo año declaró su independencia de España junto con todas las provincias centroamericanas para luego defender su territorio ante la anexión de Centroamérica al Primer Imperio Mexicano y posteriormente declarar la independencia absoluta centroamericano el 23 de julio de 1823, consiguientemente entre los años de 1823 y 1824 absorbió a la Alcaldía Mayor de Sonsonate, reuniendo a representantes de ambas en una asamblea constituyente que decretó la unión de las dos entidades en el Estado del Salvador dentro de la República Federal de Centroamérica.

## Historia

### Antecedentes

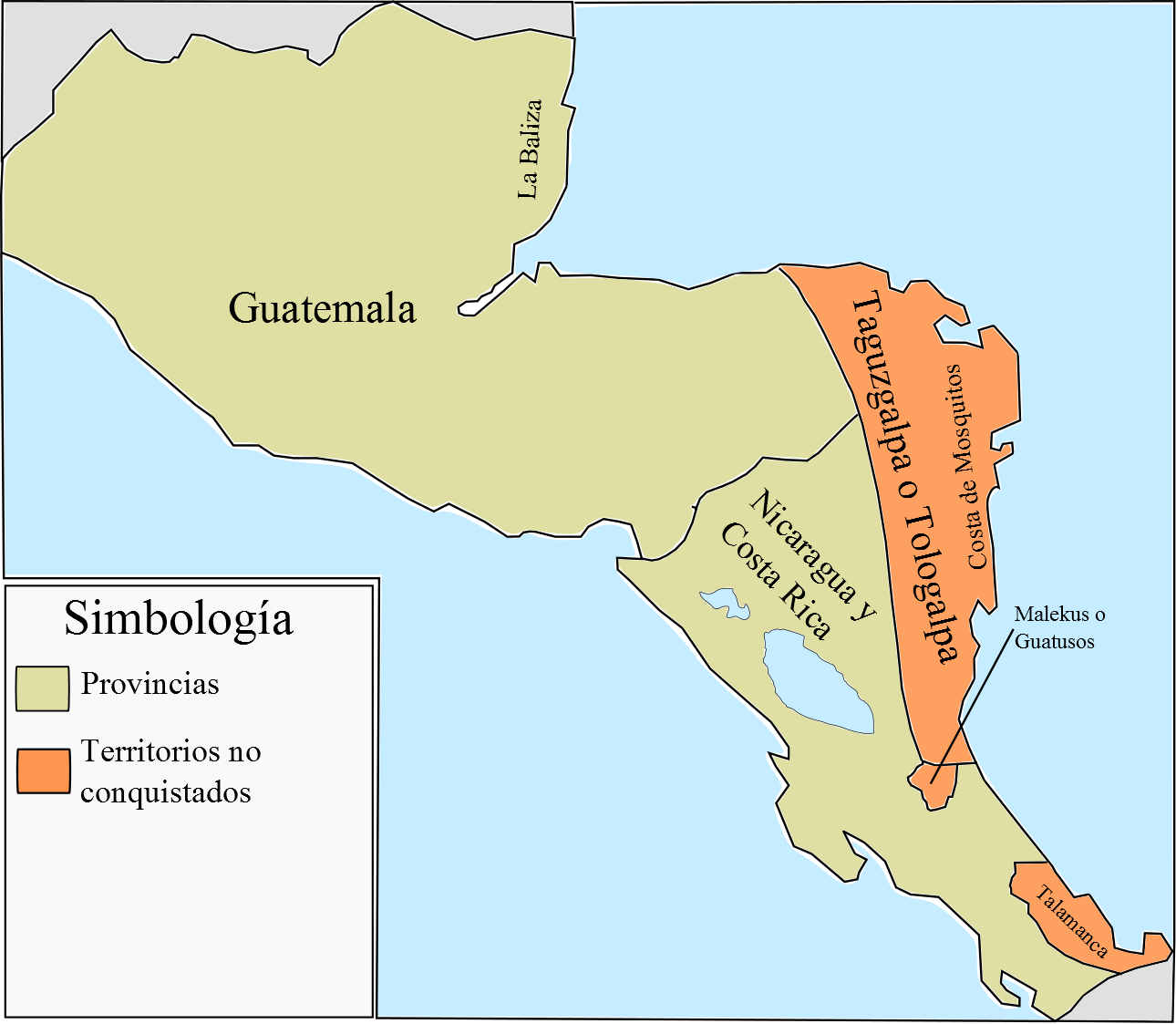
La provincia de Guatemala y la provincia de Nicaragua y Costa Rica en la antigua capitanía general de Guatemala en 1812.

El 23 de mayo de 1812 las Cortes de Cádiz dividieron el territorio del reino de Guatemala en dos provincias: la de Nicaragua y Costa Rica y la de Guatemala. Esta última incluía los territorios de las Alcaldías Mayores de Chimaltenango, Escuintla, Sacatepéquez, Sololá, Sonsonate, Suchitepéquez, Totonicapán y Verapaz; los Corregimientos de Chiquimula y Quezaltenango, y las Intendencias de Ciudad Real de Chiapas, Comayagua y San Salvador. Estaba gobernada por un Jefe Político superior nombrado por la Regencia, que fue José de Bustamante y Guerra, y una Diputación Provincial de siete miembros elegida popularmente. Su capital fue la ciudad de Guatemala. Sin embargo, el régimen no duró mucho, debido a la restauración del absolutismo por Fernando VII en 1814.

### Creación de la provincia

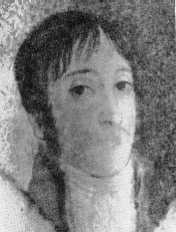
Pedro Barriere, intendente jefe político superior de la provincia de mayo de 1820 a octubre de 1821.

En 1820, al restaurarse el régimen constitucional, se restableció la provincia de Guatemala, con Carlos de Urrutia y Montoya como Jefe Político Superior, pero el 8 de mayo de 1821 las Cortes españolas emitieron un decreto según la cual todas las Intendencias se erigían a la categoría de provincias. Con esto nació la provincia de San Salvador que ya no dependía política y administrativamente de Guatemala, aunque sí en lo militar y en lo judicial. Siendo el primer Intendente-Jefe político superior Pedro Barriere, quien había estado ejerciendo el cargo de intendente de San Salvador desde 1819.
Según el decreto del 8 de mayo, los diputados nombrados por las juntas electorales de la provincia para las diputaciones provinciales ya establecidas desde antes del decreto continuarían siendo diputados de las ya establecidas como también de las nuevas. Por tanto, el diputado por San Salvador José Matías Delgado, electo en septiembre de 1820, sería diputado a la diputación provincial de Guatemala y de San Salvador. El decreto de las cortes también estipuló que para completar el número de diputados que según la constitución tenían que componer las diputaciones, los electores de partido que hayan formado las juntas electorales provinciales para nombrar diputados de cortes para los años de 1822 y 1823 habían de reunirse en la capital de la intendencia en un día señalado por el intendente-jefe político y nombraran los que faltaban hasta completar el número de diputados propietarios y suplentes fijados por la constitución.

### La Independencia

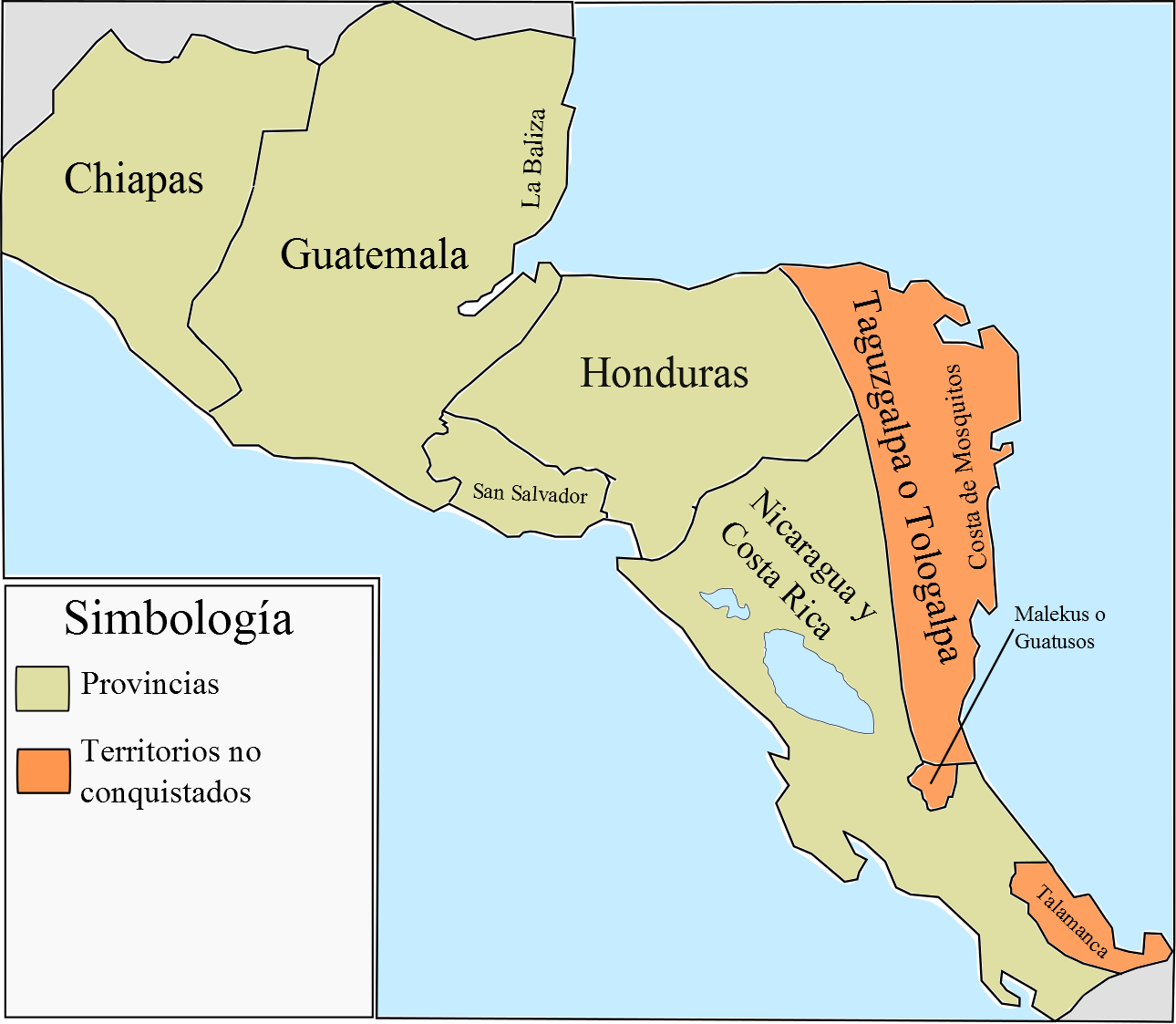
La provincia de San Salvador y el resto de provincias de la antigua Capitanía General de Guatemala en 1821, antes de la independencia.

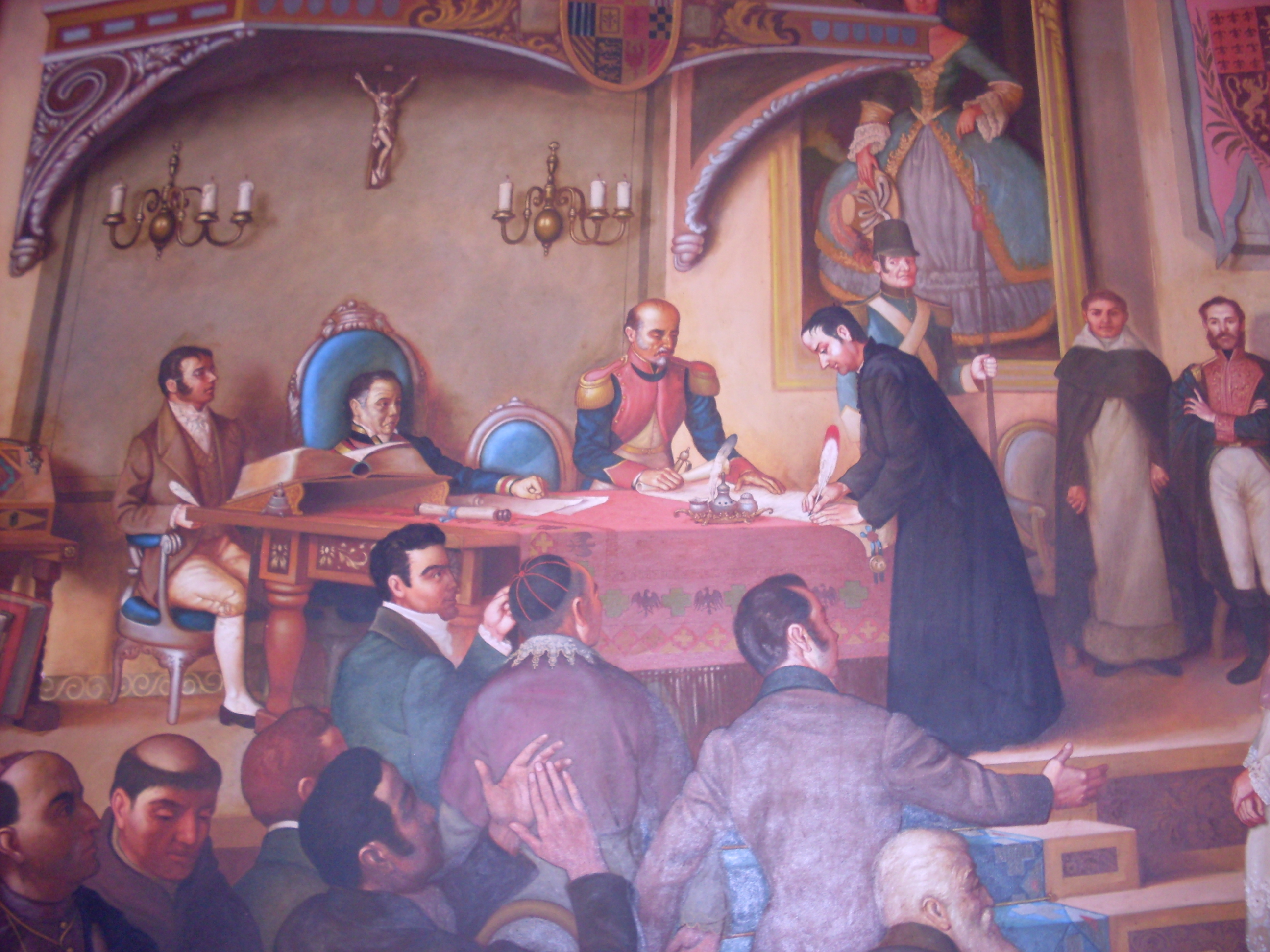
José Matías Delgado al momento de firmar el acta de independencia centroamericana, en una representación de la reunión del 15 de septiembre de 1821 del pintor chileno Luis Vergara Ahumada.

El 15 de septiembre de 1821 se proclamó la independencia de la antigua capitanía General de Guatemala, y la diputación provincial guatemalteca se erigió en la junta provincial consultiva, en la que como representantes de la provincia de San Salvador estaban los presbíteros José Matías Delgado y Manuel Antonio de Molina y Cañas. El 21 de septiembre de 1821 llegaría, a los diferentes ayuntamientos de la provincia, la noticia de la independencia; que sería apoyada con entusiasmo.
En San Salvador, ese día 21, se realizaría un acta donde las autoridades acordaron observar al gobierno que se establezca en Guatemala; pero a la vez mostraron su adhesión a la monarquía americana (el Imperio Mexicano). Esto debido a que Barriere y varios miembros del ayuntamiento eran partidarios del plan de iguala del general Agustín de Iturbide, que inclusive su contenido había sido discutido en cabildo abierto el 14 de septiembre.
El 22 de septiembre, la independencia fue jurada por los funcionarios y trabajadores del gobierno y ayuntamiento. Posteriormente, el 27 de septiembre se celebró un cabildo abierto extraordinario, en donde Manuel José Arce y Juan Manuel Rodríguez se presentaron a proponer que cuando sea electa la diputación provincial, está se constituya como junta gubernativa subalterna (dependiente de Guatemala pero autónoma); esto como medida de la facción republicana para apartar del mando militar a los que estén en contra de la independencia.
El 29 de septiembre, se verificó en San Salvador la solemne proclamación de la independencia; en la que el alcalde primero Casimiro García Valdevallano sacó un pendón con las divisas del plan de iguala (Religión, Independencia, Unión). Al siguiente día, se realizó la jura del pueblo y una misa de acción de gracias presidida por el cura y vicario de la ciudad José Ignacio Zaldaña.

### Elección de la diputación provincial

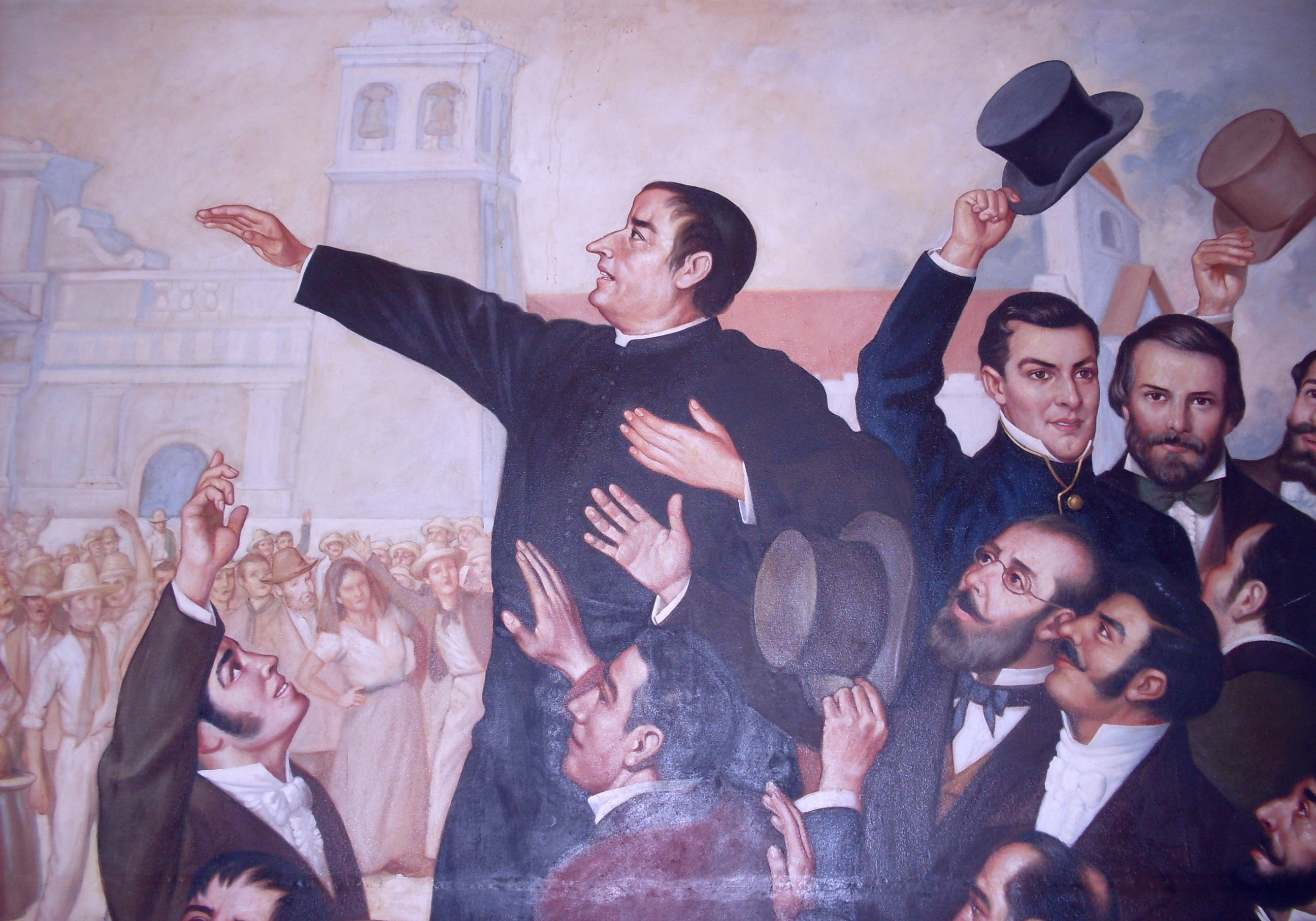
El presbítero José Matías Delgado, intendente jefe político superior de la provincia de octubre de 1821 a febrero de 1823, junto con varios otros miembros de la diputación provincial (y luego Junta de Gobierno).

El 1 de octubre, Arce y Rodríguez presentaron una solicitud al ayuntamiento de la capital, para que ese día se procediere a elegir a la junta gubernativa; en cambió, el jefe político Barriere, publicó un bando convocando a elecciones el 4 de ese mes.
Cuando el pueblo se presentó a votar, el 4 de octubre, las milicias de la ciudad se movilizaron, dispersaron a la multitud y detuvieron las elecciones; asimismo, Barriere mandó a encarcelar a Domingo Antonio de Lara, Mariano Fagoaga, Manuel José Arce, Juan Manuel Rodríguez, Manuel Castillo (estos últimos tres fueron enviados hacia la cárcel de Guatemala), entre otros.
En los siguientes días llegaron ante el gobierno guatemalteco 3 cartas, enviadas por Barriere, el comandante de las milicias coronel José Rosi, y Manuel Delgado (este último en representación de la facción republicana); en esas cartas cada facción veía a la otra como enemigo del pueblo o como rebeldes a la subordinación al gobierno guatemalteco. Así para Barriere y Rosi la idea de la junta era subversiva y dañina, y culpaban a Rodríguez y a Arce de repartir boletas para salir electos ellos o los de su facción; mientras que Delgado calificaba de serviles a Barriere, Rosi, Guillermo Castro (comandante del cuerpo de voluntarios de Fernando VII) y al cura José Ignacio Zaldaña, y consideraba que con lo sucedido se había usurpado nuevamente al pueblo los derechos que había conseguido.
Los ayuntamientos de San Vicente, San Miguel, y Apastepeque, enviaron a Guatemala su protesta sobre Barriere y pidieron su remoción. Asimismo, debido a disturbios ocurridos en Cojutepeque el 29 de septiembre, en la que el vicario de la población Gregorio Echegoyén junto con el alcalde primero Ramón de Villafañe, comandaron a los indígenas y destituyeron al alcalde segundo; Barriere ordenaría la captura del vicario Echegoyén y el cura Pedro Cuellar, así como autorizaría al comandante del escuadrón de dragones coronel Rafael Molina, la disolución del ayuntamiento de San Vicente; por lo que tanto Echegoyén, Cuellar y el ayuntamiento de San Vicente enviarían más cartas en contra de la administración de Barriere y pedirían protección al gobierno de  Guatemala.
Ante tales hechos la junta provisional consultiva de Guatemala nombró, el 9 de octubre, a uno de sus miembros, el presbítero José Matías Delgado como nuevo intendente-jefe político; quien se movilizó rápidamente hacia San Salvador; en la villa de Santa Ana liberaría a los que habían sido aprisionados por Barriere y que iban en camino a Guatemala; y el 27 de octubre tomaría posesión del cargo.
Entre las primeras medidas que tomó el presbítero Delgado fue el deponer del alto mando militar a José Rosi, al sargento mayor veterano Millan Bustos, y al teniente veterano Argote (comandante del cuerpo de banderas), y disolver el cuerpo de voluntarios. Más adelante, el 6 de noviembre, se realizaría un cabildo abierto (con presencia de delegaciones de Cojutepeque y San Vicente), en el que se nombró a Antonio José Cañas (uno de los delegados de Cojutepeque) para que investigase a los que estaban en contra de la independencia; así como se destituyó y se eligió a las nuevas autoridades (quedando como nuevos alcaldes de la ciudad Manuel José Jáuregui y Juan Delgado); siendo destituidos el vicario José Ignacio Zaldaña, el administrador de correos Juan Viteri, y el oficial mayor José Longinos Salazar; únicamente el teniente coronel de dragones Domingo Viteri fue mantenido en su puesto gracias a Delgado.
El 10 de noviembre llegaron a San Salvador los electores de los distritos: José Mariano Goitia (por Gotera), Domingo Cañas (Zacatecoluca), José León Taboada (Quezaltepeque), José Francisco Peralta (Olocuilta), José Buenaventura Guerrero (Sensuntepeque), Atanasio Gutiérrez (Usulután), Antonio Morales y Felipe Arana (ambos por San Salvador), Ramón Villafañe (Cojutepeque), Agustín Cisneros (Chalatenango), y José Antonio Jiménez (San Vicente); el de Tejutla (Domingo Rodríguez) llegó pero fue excluido por ser deudor de la hacienda pública; los de San Miguel y San Alejo se excusaron por enfermedad; y los de Santa Ana y Metapán no asistieron. Ese mismo día se escogió al secretario y a los escrutadores. Al día siguiente, y luego de la misa del Espíritu Santo, los electores procedieron a realizar la votación; siendo electos Manuel José Arce, Antonio José Cañas, Juan Manuel Rodríguez, Sixto Pineda, Juan Fornos, y Basilio Zeceña, a ellas se les sumarían el jefe político Delgado (quien anteriormente había sido parte de la diputación y posterior junta provincial consultiva de Guatemala; al igual que Manuel Antonio Molina, que se quedaría en Guatemala).
La primera decisión de la diputación provincial, en lo concerniente a bienestar de la población, tuvo lugar el 24 de diciembre, cuando acordó encargarle al ayuntamiento de Chalchuapa (que solicitaba los medios para que dicha población disfrutase de sus cultivos), que a través de sus alcaldes estimulasen a los labradores en el cultivo y el fomento de los frutos propios de la zona. A finales de ese año de 1821, se llevaron a cabo las elecciones para diputados al congreso que había estipulado el acta de Independencia (y que iba a reunirse el 1 de marzo, aunque el tema de la anexión a México hizo que algunas poblaciones no convocasen a elecciones.

### Anexión al Imperio Mexicano

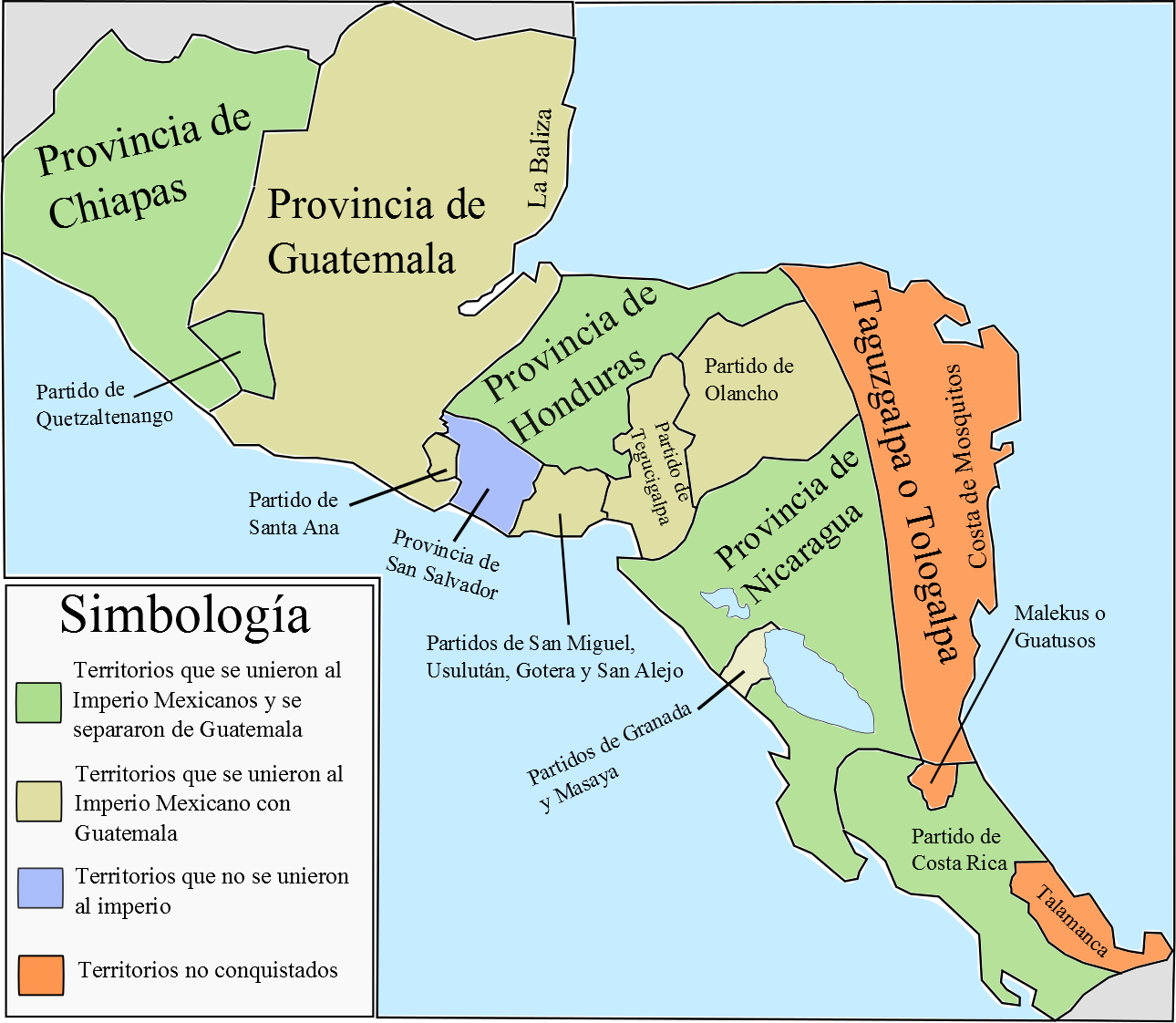
La provincia de San Salvador y la Capitanía General de Guatemala ante la unión al imperio mexicano en 1822

El 19 de octubre de 1821, Gabino Gaínza (el último capitán general y jefe político superior de la provincia de Guatemala nombrado por el gobierno español, y el presidente de la junta provisional consultiva) recibió un oficio enviado por el general Agustín de Iturbide, donde presionaba sutilmente a las provincias del antiguo reino de Guatemala a unirse al primer Imperio Mexicano; además que mencionaba el envío de un contingente de 600 soldados (comandados en un principio por el coronel Antonio Flon, y luego por el general Vicente Filísola) a la Frontera entre ambas jurisdicciones. Debido a ello, y a que Chiapas, Quetzaltenango, Comayagua y León se habían ya declarados unidos a México; el 30 de noviembre, dicha junta enviaría una comunicación a todos los ayuntamientos constitucionales para en cabildo abierto votasen sobre sí decidían unirse a México, y que enviasen el resultado al alcalde primero de cada distrito y de allí se enviasen a Guatemala.

#### Decisión de los ayuntamientos y conversión de la diputación en junta gubernativa
En la provincia de San Salvador, para enero de ese año de 1821, se habían organizado 75 ayuntamientos constitucionales. De ellos hubo algunos que no realizaron el cabildo abierto respectivo, ya sea por decisión propia o porque no recibieron el oficio de Iturbide y Gaínza; a lo que el jefe político Delgado (que al igual que los demás miembros de la diputación provincial estaba en contra de ese procedimiento) envió, el 13 de diciembre, una queja al respecto, donde informaba que incluso algunas poblaciones cercanas a la capital de la provincia no habían recibido dichas cartas.
El 12 de diciembre, se recibió el oficio de Iturbide en San Salvador; y ese mismo día la diputación provincial le escribió a la junta provisional que dicho oficio estaba en contra de lo estipulado en el acta de independencia, y también acordó nombrar una comisión para que fuese a imponer las necesidades de la provincia y publicar lo resuelto por ella en esa misma fecha.
El 18 de diciembre, el ayuntamiento de San Salvador celebró su respectivo cabildo abierto, donde se pronunció en contra de la decisión de la junta. En el caso de las otras poblaciones, de las que se tiene información de haberse realizado dicho cabildo (y el resultado de este) están: Santa Ana, Quezaltepeque, San Vicente, Usulután, San Alejo, y Olocuilta; de ellos Santa Ana, Usulután, San Alejo y Olocuilta se decidieron por la anexión, mientras que Quezaltepeque y San Vicente decidieron dejarle esa voluntad al congreso había estipulado el acta de independencia.
El 19 de diciembre la diputación recibió, del ayuntamiento de la capital, una comunicación proveniente del ayuntamiento de Cartago (en Costa Rica), en donde le hacía saber que había recibido una carta del general José de San Martín (que en ese momento se desempeñaba como comandante en jefe del Ejército Libertador del Perú) en la que invitaba a Costa Rica y Panamá a erigirse como repúblicas. Por la que la diputación dictaminó enviar una comisión de dos miembros del ayuntamiento para felicitar por sus triunfos a San Martín y a Simón Bolívar (que en ese entonces se desempeñaba como presidente de la Gran Colombia); pero debido a la carencia de fondos y a los acontecimientos posteriores no se pudo llevar a cabo.
El 25 de diciembre, la diputación le enviaría a las diputaciones de las provincias de Comayagua y León la idea de conformar una unión separada de Guatemala; pero dicha iniciativa no prosperaría, ya que ambas provincias se habían separado de Guatemala y se habían unido a México.
El 5 de enero de 1822, la junta provisional consultiva contabilizó los votos, resultando en 104 a favor de la anexión, 11 que la condicionaban, 32 que dejaban la decisión en manos de la junta, 21 que consideraban que el congreso era quien tenía que decidir, y 2 que votaron en contra (San Salvador y San Vicente); por lo que ese mismo día la junta proclamó la anexión al Imperio Mexicano.
El 11 de enero, los miembros de la diputación y del ayuntamiento de San Salvador (presidido por los alcaldes Manuel José Jáuregui, y Domingo Antonio de Lara) acordaron la independencia de la provincia; y que la diputación provincial se erigiese en junta gubernativa, que estaría presidida por José Matías Delgado, y que contaría con el coronel Manuel José Arce como comandante del ejército de la provincia.
Se publicaría un bando con reglamentos para la población, que contenía como novedades la supresión de los tributos y de toda forma de esclavitud; y que además indultaba a todos los delincuentes, excepto aquellos que estaban condenados como traidores a la patria. Más adelante, el 13 de enero, se celebraría una misa de acción de gracias y se prestaría juramento de obediencia al nuevo gobierno.
La declaración de independencia de la provincia, provocaría el rechazo de varios ayuntamientos (Santa Ana, San Miguel, etc.) que se posicionaron del lado guatemalteco y a favor de la anexión mexicana; por lo que la junta gubernativa de la provincia buscó medidas para evitar la fragmentación como el envío de emisarios para persuadir a las poblaciones, la presión militar, la fiscalización de los fondos municipales, la destitución de autoridades, y la supresión del tributo a los indígenas.
El 20 de febrero, con la presencia del pueblo y las tropas, es bendecida en la iglesia central de San Salvador, la bandera de la provincia, de colores azul y blanco; que fue realizada por María Felipa Aranzamendi (esposa de Manuel José Arce) y su cuñada Manuela Antonia Arce; y que estaba basada en la bandera de las Provincias Unidas del Río de la Plata, que fue izada por primera vez en las proximidades del puerto de Acajutla en la embarcación del corsario de origen francés Hipólito Bouchard en su lucha contra las embarcaciones españolas. Está bandera, el 21 de agosto de 1823, se convertiría en el pabellón de las Provincias Unidas de Centroamérica, siendo la base (con algunas modificaciones) de las banderas de los países centroamericanos (Guatemala, El Salvador, Honduras, Nicaragua, y Costa Rica).

#### Primeros enfrentamientos con Guatemala

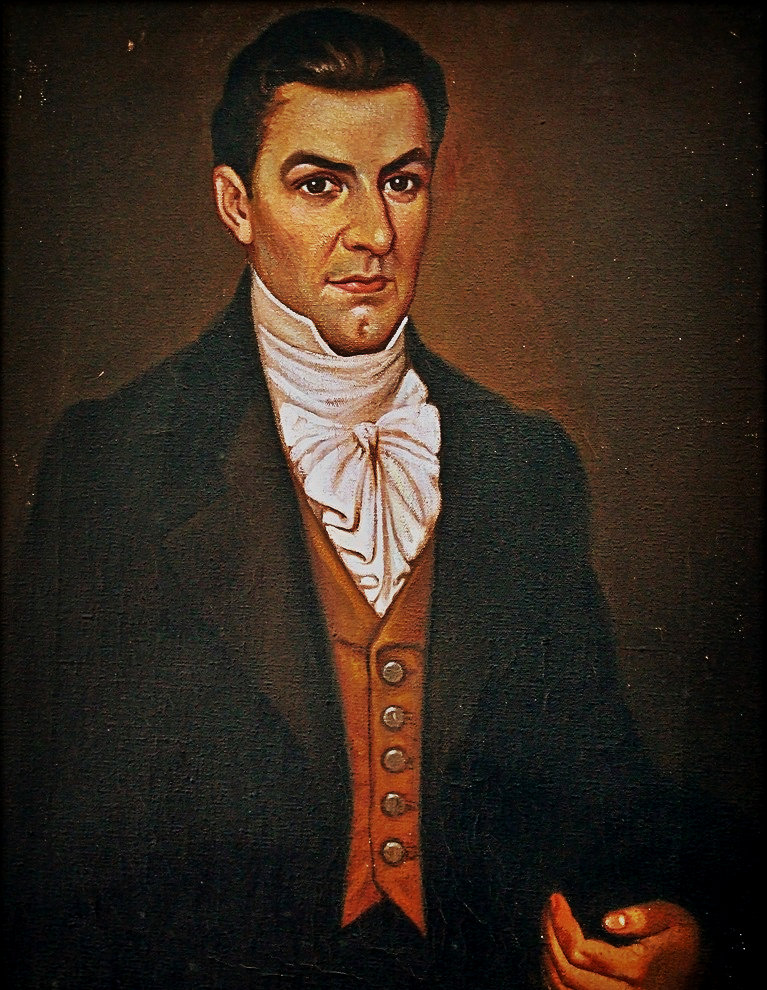
Manuel José Arce, comandante de las milicias de la provincia en la guerra contra Guatemala y México de 1822 a 1823

La junta provisional consultiva de Guatemala dispuso que el partido o distrito de Santa Ana pasase a formar parte del partido o alcaldía mayor de Sonsonate; a la vez que envió tropas, que defendiesen ese territorio y estuviesen a las órdenes del sargento mayor y comandante de las fuerzas de esa población Nicolás Abos Padilla.
Debido a la situación de Santa Ana, El diputado de la junta presbítero Basilio Zeceña se movilizaría a esa localidad, donde se encontraba como cura su hermano Manuel María Zeceña, y lograría hacer que (el 27 de febrero) dicha población se pusiese del lado de San Salvador, y permitiese a Arce movilizarse hacia ahí con sus tropas; por lo que Padilla organizaría sus fuerzas, y se trasladaría hacia Ahuachapán, donde ambas tropas se enfrentarían en la llamada batalla de llano el Espino, en donde (el 3 de marzo) Arce saldría victorioso.
Por el mes de marzo, Zeceña, Pineda, y Fornos serían sustituidos en la junta por Mariano Fagoaga, Domingo Antonio de Lara, y Pedro José Cuéllar.
El 18 de marzo Gaínza envió al coronel Manuel Arzú al frente de un contingente de 2000 hombres y algunos cañones; que avanzaría lentamente en el territorio de la provincia, estableciendo para principios de abril su cuartel general en Apopa y Nejapa.
El día 30 de marzo, la junta gubernativa acordó erigir una nueva diócesis y designar como primer obispo a José Matías Delgado; esto, en base al patronato regio, el privilegio que anteriormente tenían los monarcas españoles para nombrar a los líderes eclesiástico y crear nuevas diócesis, y que se consideraba que las nuevas naciones independientes serían herederas de dicha prerrogativa. Tal decisión sería confirmada, más adelante por el congreso de la provincia y luego por el congreso constituyente del estado de El Salvador, hasta que sería declarada insubsistente por el congreso federal en 1825.
Gaínza ordenaría, que el escuadrón de San Miguel (comandado por el coronel Julio Gómez) marchase contra San Vicente (cuyo partido era liderado por el jefe político subalterno Juan Vicente Villacorta, y sus milicias comandadas por el fraile coronel Rafael del Castillo, que estaban a favor de San Salvador). Por lo que, el 5 de abril, el escuadrón migueleño cruzaría el río Lempa, y el día 6 ocuparía la hacienda Concepción Ramírez; donde recibirían un mensaje del comandante vicentino buscando saber la razón de esa movilización, luego de lo que habría un intercambio de mensajes entre ambos comandantes, que al final no lograrían llegar a un acuerdo. El 8 de abril, el coronel Castillo movilizaría a las tropas vicentinas a la hacienda Concepción Ramírez, donde se suscitaría la batalla contra las fuerzas migueleñas; que continuaría hasta el 10 de ese mes, cuando las tropas vicentinas incendiaron la casa de la hacienda, y obligaron a los migueleños a evacuar hacia el otro lado del río.
El 16 de abril Arce le escribiría a Arzú para negociar un armisticio, a lo que desde Apopa Arzú respondería afirmativamente al día siguiente; enviando al coronel Rafael Montúfar, quien llegaría el día 18 a la capital, donde se reuniriría con Delgado, Arce, el alcalde primero Jáuregui, Domingo Antonio de Lara, Antonio José Cañas, Juan Manuel Rodríguez, Leandro Fagoaga, Pedro José Cuéllar, y el juez de letras Nicolás Espinoza (como diputado nombrado por el pueblo para esa ocasión). Con lo dicho y acordado el secretario Ramón Meléndez haría un acta que sería enviada a Arzú; con la que este elaboraría y firmaría, el 22 de abril, las bases del armisticio En las que las partes se comprometían a: que Arzú retirase sus tropas de Apopa y Nejapa, y estableciese su cuartel en Quezaltepeque; que ninguna de las fuerzas serían aumentadas; que la agregación o segregación de los pueblos de la provincia quedaría en manos del imperio o el congreso que se reuniría en Guatemala; que se suspenderían las hostilidades por 20 días; y que las poblaciones ocupadas por Arzú llevasen pasaporte para comerciar y tratar libremente.
Arzú cumpliría lo estipulado en el armisticio; y desde Quezaltepeque, el 23 de abril, le enviaría al capitán general Gaínza todos los documentos referentes a ese asunto, y prevendría al comandante de San Miguel para que no pasase el batallón fijo y de morenos de Trujillo, y al de Omoa para que no fuese a Santa Ana. Sin embargo, el capitán general consideró que dicho acuerdo era muy desventajoso para el lado imperial, por lo que el 28 de abril le enviaría a Arzú nuevos términos para el armisticio, que eran: que San Salvador podía permanecer independiente de Guatemala pero no podía reclamar los pueblos que se pronunciaron a favor de la anexión al imperio; que el gobierno provincial debe licenciar a sus tropa y entregar las armas a Guatemala, quedando en la capital una fuerza de 200 hombres; el gobierno de San Salvador pondría en libertad, en posesión de bienes y empleos, a los que se habían adherido al imperio; el gobierno provincial tendría que indemnizar a los propietarios de la hacienda El Espinal, Concepción Ramírez, y otras que habían sido afectadas por los conflictos; Guatemala mantendría una fuerza de 200 hombres en Santa Ana y San Miguel; no se trataría a San Salvador como país extranjero; para tratar lo contenido en estos términos se enviarían delegados a un lugar intermedio entre las jurisdicciones; y concluido el armisticio del 20 de abril estarían en la libertad de aumentar sus fuerzas.
El 1 de mayo la junta gubernativa rechazaría los nuevos términos del armisticio puestos por Gaínza; y a su vez, acordaría que en la costa de la provincia, en la rada de Tepeahua, se pusiese en funcionamiento un nuevo puerto (que sería el que más adelante sería conocido como puerto de La Libertad). Esto debido a que para entonces los únicos puertos cercanos eran el puerto de Acajutla (que se encontraba en la alcaldía mayor de Sonsonate) y el puerto de San Carlos de La Unión (en el partido de San Miguel), ambos en posesión de Guatemala; y que de esa forma la provincia obtenía obtenía la capacidad de comerciar productos y comprar armas.
El 27 de mayo Arzú decidió movilizar sus tropas hacia la capital de la provincia; pero, debido a que los milicianos de San Salvador habían fortificado y cavado trincheras en los puntos estratégicos de la ciudad, decidió conducir sus tropas a través del volcán de San Salvador. A las 7 de la mañana del 3 de junio, atacaría los barrios La Vega y Santa Lucía de la capital, paulatinamente se movilizaría hacia la plazoleta de Santo Domingo (hoy Plaza Barrios), incendiando en el camino unas 29 casas, y cesando el ataque a las 3 de la tarde; luego de lo cual, y debido a la inutilización de una pieza de artillería, ordenaría movilizarse hacia Guatemala.

#### Filísola y la unión al imperio

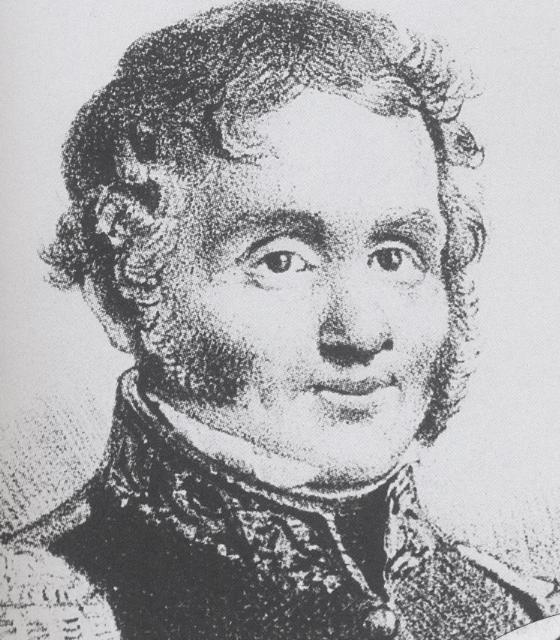
El general Vicente Filísola, comandante de la división auxiliar mexicana, jefe político superior y capitán general de Guatemala del 22 de junio de 1822 al 24 de junio de 1823, e intendente jefe político superior de la provincia de San Salvador de 9 de febrero a 7 de mayo de 1823.

El 22 de junio, en Guatemala, Vicente Filísola (quien había llegado diez días antes como comandante de la división auxiliar enviada desde México) ocupó el cargo de jefe político y capitán general de Guatemala. Filísola buscaría negociar con el gobierno de San Salvador para realizar un armisticio; ante lo cual, el 2 de julio, la junta gubernativa envió sus felicitaciones por el ascenso al trono imperial a Agustín de Iturbide, designó como diputado al congreso en México a Juan de Dios Mayorga (quien también era diputado por el partido y corregimiento de Chiquimula), y nombró como comisionados ante Filísola a Antonio José Cañas y a Juan Francisco de Sosa. Para el congreso antes dicho, San Miguel tendría la facultad de elegir diputados; quienes serían Miguel Álvarez y Manuel Pavón.
El 10 de julio el congreso mexicano decretó que era prohibido ocupar San Salvador con el uso de la fuerza. Más adelante, el 10 de septiembre, los comisionados de la provincia junto con los delegados imperiales Felipe Codallos y Luis González Ojeda, firmaron el armisticio; que sería ratificado por la junta con algunas modificaciones, a la vez que harían regresar a Arce que marchaba hacia San Miguel.
A finales de agosto el emperador apresó a varios diputados, incluyendo a Juan de Dios Mayorga; y posteriormente, el 31 de octubre, disolvería el congreso. Iturbide, a su vez, le daría orden a Filísola para que procediese a tomar San Salvador; el cual el 26 de octubre notificaría a las autoridades de la provincia el reinicio de las hostilidades.
El 2 de octubre, la junta gubernativa convocó a las poblaciones para el congreso de la provincia; que se instaló el 10 de  noviembre, mismo día que la junta se disolvió. Siendo el presidente de ese congreso el jefe político Delgado.
A principios de noviembre Filísola ocupó Santa Ana, y luego Texistepeque y Metapán; posteriormente, a principios de diciembre, tomaría Quezaltepeque, donde fallecerían 10 soldados de San Salvador, y donde Filísola (el 10 de ese mes) advertiría a Delgado que de continuar resistiendo San Salvador sería conquistada.
El 12 de noviembre el congreso acordó la anexión al imperio mexicano, siempre que se aceptara las condiciones de la provincia: como no depender de Guatemala, que se erigiera una diócesis con Delgado como obispo, y discutir la constitución cuando llegasen los diputados de la provincia a México. Sin embargo, Filísola no aceptó dichos términos. Ante lo cual, el 22 de noviembre, el congreso decretaría la anexión de la provincia a los Estados Unidos, y se comisionaría a Juan Manuel Rodríguez para que llevase esa acta a la nación norteamericana. Posteriormente, el 2 de diciembre, se ratificó dicho acuerdo y se ordenó que la provincia se pusiese en defensa y resista la invasión.
El 6 de diciembre Filísola nombró a Nicolás de Abos Padilla como jefe político subalterno de Santa Ana, y le encomendó que continuase la construcción del fortín en la plaza mayor (hoy parque Libertad) de esa población, y que se construyese otro en el ángulo opuesto. Asimismo, ordenó que los ingresos de alcabalas, aguardiente, y tabaco de las poblaciones de Texistepeque, Metapán, Chalchuapa, Ahuachapán y Atiquizaya, fueran destinadas al sostenimiento de las tropas; encargando a Padilla la protección del envío de suministros, de informar sobre los ingresos y egreso de esos impuestos, de la correcta asistencia a los enfermos, y de detener a las personas provenientes de San Salvador que no llevasen pasaporte firmado por Filísola.
En el día 11 de diciembre Filísola se posesionó de las haciendas Mapilapa y San Nicolás (entre Apopa y Nejapa), donde estableció su cuartel general. Para entonces contaba con una tropa conformada 800 soldados de infantería, 260 de caballería, y 4 artilleros; la mayoría eran reclutas inexpertos, con la excepción de los 450 mexicanos, el contingente de Trujillo, y algunos oficiales de Guatemala. Por lo que solicitó refuerzos a Guatemala, Comayagua, Chiapas y Quezaltengo; ordenó traer cañones del fortaleza de San Fernando; y a la vez recibió tropas de San Miguel.
El 12 de diciembre, en Chinameca, se libró una batalla entre las fuerzas de la provincia comandadas por Manuel José Arce y Rafael del Castillo, contra tropas procedentes de San Miguel lideradas por el sargento mayor Manuel Martínez; logrando la victoria las milicias de la provincia, que obtuvieron además un par de cañones livianos y más de cien fusiles. Filísola, recibió al siguiente día información sobre la batalla, e intentó movilizarse hacia ese sitio; llegando el 15 de ese mes a Cojutepeque, pero por entonces la batalla ya había terminado, por lo que regresó a su cuartel.
En los siguientes días no hubo ninguna batalla, debido a la negativa de Filísola de enfrentar en campo abierto a las tropas de la provincia, y a atacar las trincheras. Por lo que algunos imperiales se pasaron al otro bando; a su vez que en un par de ocasiones los lanceros de Castillo, salieron de los llanos de El Ángel a provocar a las fuerzas de Filísola, y en una de esas hirieron gravemente al coronel mexicano Francisco Miranda. Más adelante, el 31 de diciembre, Iturbide ordenó a Filísola a que tomase, a como dé lugar, la provincia. Más adelante, el 14 de enero de 1823, se produjo un encuentro entre ambas fuerzas entre Guazapa y San José Guayabal.
El 6 de febrero Filísola, aprovechando a que Arce se encontraba gravemente enfermo, inició la movilización de sus tropas hacia San Salvador, ya para entonces contaba con una fuerza de 2000 soldados de infantería, 260 de caballería, y 50 artilleros. En la noche de ese día, las tropas imperiales se situaron al oriente de las trincheras de Milingo (en Suchitoto), y avanzaron sigilosamente hacia Ayutuxtepeque y la cuesta del Atajo; mientras que Castillo movilizó la infantería y caballería para defender las posiciones amenazadas, en un combate en la que destacaron los capitanes Máximo Cordero y Fernando de Arcolsa.
Las tropas imperiales continuaron movilizándose por el callejón del diablo, que fue tomado después de dos horas de ataque, abriendo el camino hacia la población de Mejicanos. Las milicias de la provincia habían resultado con más de 100 bajas, contra los 13 muertos y 40 heridos de las tropas imperiales.
El 8 de febrero, el coronel Antonio José Cañas, quien estaba al mando de las tropas de la provincia (por la enfermedad de Arce), decidió movilizar las milicias a San Marcos; mientras que el ayuntamiento de San Salvador (presidido por los alcaldes Miguel de Mendoza y Tomás Carrillo) le envió una carta a a Filísola, para que ocupase la ciudad, confiando de que no la saquearía. Lo que así hizo Filísola, entrando a la capital en la mañana del 9 de ese mes; tomando posesión del gobierno de la provincia como jefe militar y civil. El 10 de febrero se realizó la ceremonia de agregación al Imperio, y el juramento de fidelidad al emperador por parte de los ediles. Asimismo, el día 9, Filísola decretó una amnistía general para todos los rebeldes incluido los jefes que se presentaran en un plazo de 8 días.
Las milicias de la provincias bajo el mando de Cañas, que eran unos 800 soldados, y que llevaban a Arce en una camilla, se movilizaron a Olocuilta y Zacatecoluca, y luego siguieron hacia San Vicente y San Esteban Catarina, para luego pasar a Sensuntepeque, donde a Cañas le dio un cólico hepático, por lo que el mando quedó en Rafael del Castillo. Mientras Arce y Cañas apoyaban la rendición, Castillo y Juan Manuel Rodríguez consideraban que debían ir a Granada (en la provincia de Nicaragua, que también se había declarado independiente del imperio); por lo que al no llegar a un acuerdo, continuaron moviéndose hacia el norte, mientras varios se retiraban y se acogían al indulto, y Filísola seguía a los que continuaban. Llegaron al pueblo de Gualcince (en la provincia de Comayagua), donde Castillo y los que quedaban capitularon  ante Filísola el 21 de febrero.
Luego de la capitulación, José Matías Delgado sería confinado a una de sus haciendas; mientras Arce, Castillo, Rodríguez, Cayetano Bedoya, y Manuel Zelago, partiría a Belice y desde ahí irían a Boston a negociar la anexión de la provincia a los Estados Unidos. En el camino a Boston fallecería Zelago; continuando la misión los demás, que llegarían a Boston el 8 de junio, y luego continuarían a Washington; pero debido a la caída del imperio mexicano y la posterior independencia absoluta decidieron retornar a San Salvador, partiendo de esa ciudad el 13 de septiembre.

#### Caída del imperio y sucesos posteriores

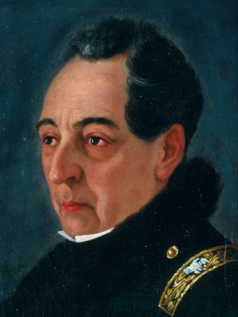
General Felipe Codallos, intendente jefe político superior de la provincia de 7 al 25 de mayo de 1823.

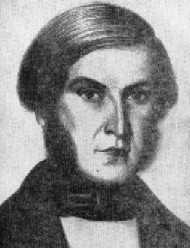
Mariano Prado, jefe supremo político de la Junta Consultiva de 25 de mayo al 17 de junio de 1823, e intendente jefe político superior de la provincia de 17 de junio de 1823 al 22 de abril de 1824.

A su regreso de Gualcince, el 25 de febrero, Filísola se enteró de la proclamación en Veracruz del plan de Casa Mata, que llevará a la reinstalación del congreso mexicano el 4 de marzo; por lo que el 9 de ese mes, Filísola decidió retornar a Guatemala, y dejar en la provincia como jefe militar y civil al general Felipe Codallos.
En México, el 19 de marzo, abdicó Agustín de Iturbide; mientras que el congreso, en el que se encontraba José Cecilio del Valle y Juan de Dios Mayorga, decidió que las provincias de Guatemala eran libres para pronunciarse en el sentido que más le convienese. Por ello, el 29 de ese mes, Filísola junto a la diputación provincial guatemalteca convocó a todas las provincias a elegir diputados para una asamblea constituyente.
El 25 de mayo, un motín del pueblo y ayuntamiento de San Salvador obligó al general Codallos, y su tropa de 500 soldados guatemaltecos y mexicanos, a abandonar la provincia. Siendo sustituido, en el mando de la provincia, por la junta consultiva (conformada por Mariano Prado, el coronel José Justo Milla y coronel José de Rivas); que ejerció el cargo hasta el 17 de junio cuando le traspasó el mando a su jefe supremo político (presidente de esa junta) Mariano Prado.
Luego de la salida de las tropas mexicanas y guatemaltecas, se procedió a elegir una nueva diputación provincial, que estaría presidida por el jefe político Prado, y que estaría conformada por Manuel José Durán, José de Rivas, Juan Fornos, Pedro Mártir Acosta, José Inocente Escolán, Mariano Zúñiga, Casimiro Antonio Morales, y Manuel Trinidad Estupinian.
El 24 de junio se instaló en Guatemala el congreso de las provincias. En dicho congreso, estarían como representantes de la provincia: José Matías Delgado (que sería presidente del congreso) y José Antonio Jiménez, como diputados por San Salvador; Juan Francisco Sosa (que sería primer secretario del congreso) y Pedro José Cuéllar, como suplentes; José Francisco Córdova y Marcelino Menéndez, por Santa Ana; Mariano Beltranena y Leoncio Domínguez, por San Miguel; Antonio José Cañas, por Cojutepeque; y Juan Vicente Villacorta (que sería miembro propietario del primer triunvirato y suplente del segundo, que gobernaron Centroamérica sucesivamente después de la independencia absoluta) y Simón Vasconcelos, por San Vicente.

### Independencia absoluta e historia en las Provincias Unidas de Centroamérica

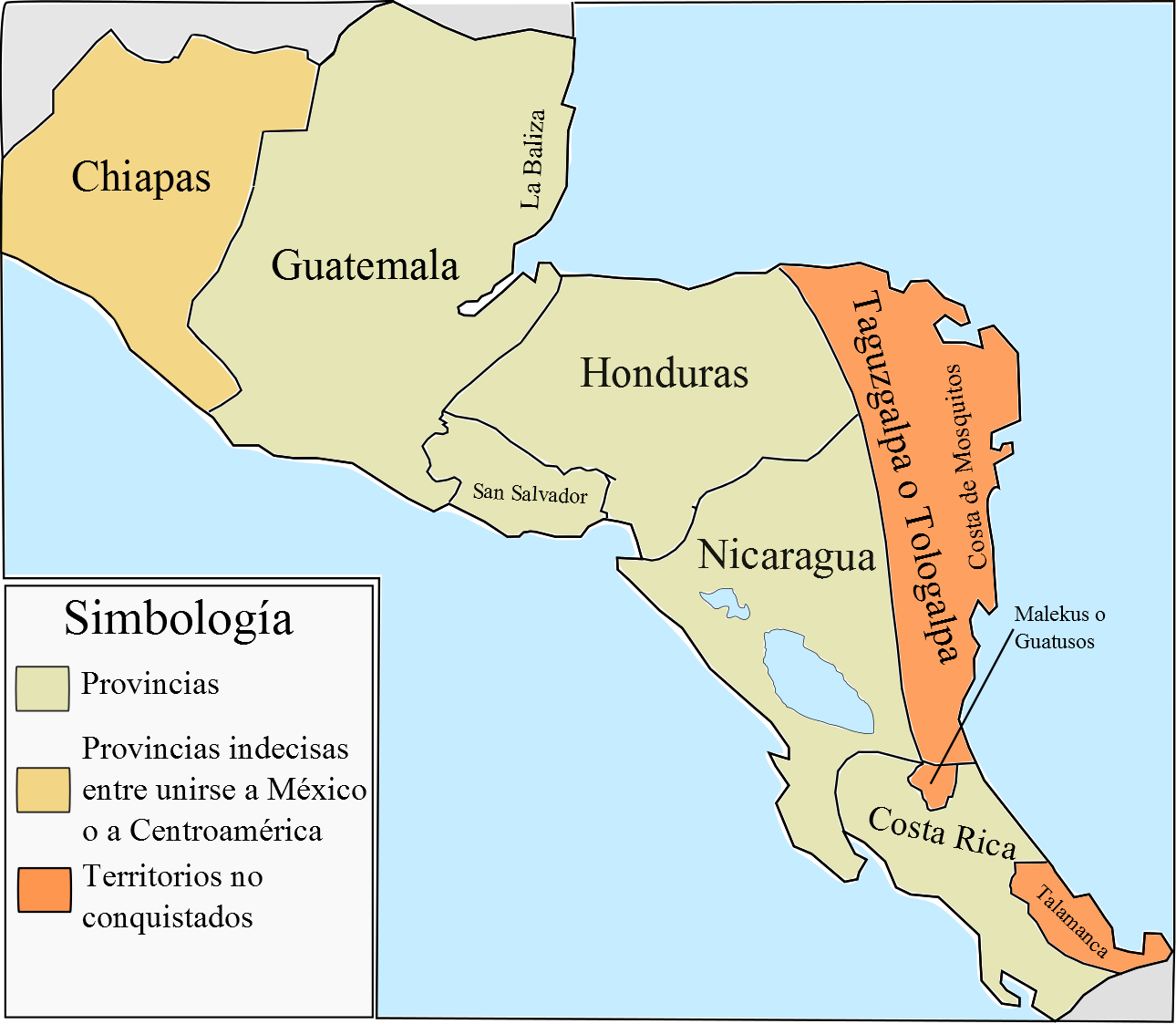
La provincia de San Salvador en las Provincias Unidas de Centroamérica en 1823

El 1 de julio de 1823 el congreso de las provincias, reunido en ciudad de Guatemala, declaró la independencia absoluta de España, México y cualquier otro país; bautizando a la nueva nación como Provincias Unidas de Centroamérica; y erigiéndose, a partir de ese día, en asamblea constituyente.
El 30 de agosto el ayuntamiento de Santa Ana, a través de sus diputados Marcelino Menéndez y José Francisco Córdova, solicitaron a la asamblea constituyente la intención de separase de San Salvador (debido a las malas experiencias que ese vecindario había vivido durante la anexión a México) y constituirse como una provincia con el territorio de la alcaldía mayor de Sonsonate. Esta solicitud, que ya había sido presentado por anterioridad en las cortes españolas de principios de 1821 por el diputado de la alcaldía mayor sonsonateca (y originario de Santa Ana) José Mariano Méndez, sería presentada 3 veces más en los siguientes años, siendo la última vez el 27 de mayo de 1826; y aunque al final se conseguiría que el gobierno federal accediese a dejar ese problema al congreso (con el tratado de Esquivel de 1828, que buscaba finalizar la guerra civil centroamericana), no se produjo ningún cambio y la situación quedó igual.
En septiembre, la diputación provincial le escribiría a la asamblea constituyente para que le permitiese rehabilitar el puerto de La Libertad. Lo que sería aprobado hasta el 24 de febrero de 1824.

#### La diputación de 1823 se erige en junta gubernativa
El 14 de septiembre, en ciudad de Guatemala, ocurrió la sublevación del sargento mayor Rafael Ariza y Torres en contra del comandante de fijo Lorenzo Romaña. Debido a ello, y para prevenir cualquier problema institucional, el 27 de septiembre la diputación (en un acta realizada por los escribientes José Joaquín Chávez, Clemente Mixco, y Juan Cisneros) se erigió en junta gubernativa, levantó una fuerza de 2000 hombres, y envió a Guatemala un contingente de 750 soldados comandados por el coronel José de Rivas; designando a su vez al capitán Pedro José Arce para que diese a aviso a las autoridades guatemaltecas del avance de las tropas.
Los miembros de la facción conservadora de Guatemala buscaron detener el avance de las tropas de San Salvador, debido a que consideraban que ya no eran necesarias, pero los liberales le dieron su apoyo para que llegarán cuanto antes; por lo que el 12 de octubre, dichas tropas llegaron a la ciudad de Guatemala, y permanecieron ahí hasta el 8 de noviembre.
El 30 de septiembre, ya calmada la situación generada por el levantamiento de Ariza, la junta gubernativa decidió regresar a su estatus de diputación; sin embargo, el 27 de octubre, debido a considerar los miembros de la diputación que los conservadores tenían una cuota de poder significativa en el gobierno de las provincias unidas (presidido en ese entonces por el triunvirato conformado por Tomás O'Horan, José Santiago Milla Pineda, y Juan Vicente Villacorta), la diputación volvería a erigirse en junta gubernativa, en un acta firmada además por el ayuntamiento de la cabecera, los administradores de rentas, ministros auxiliares de barrios y un considerable número de habitantes de San Salvador.
El mismo día 27 de octubre, se nombraron como suplentes de la diputación a: el presbítero Miguel José de Castro, por Cojutepeque; Juan Nepomuceno Cisneros, por San Vicente y Sensuntepeque; Trinidad Estupinián, por Zacatecoluca; Miguel Mendoza, por Santa Ana y Metapán; y José Manuel Zúñiga, por Gotera y San Alejo. Más adelante, el 22 de noviembre, el jefe político Prado solicitaría a la asamblea constituyente que le concediese a la junta una ampliación de poderes para el gobierno de la Ciudad; porque la junta consideraba que era la responsable de la tranquilidad y seguridad del territorio.

#### Anexión de la antigua alcaldía mayor de Sonsonate
Al regreso de las tropas desde Guatemala, una sección de ellas pasó por la alcaldía mayor de Sonsonate, y la obligó a unirse a la provincia; por ello, el 13 de noviembre, el ayuntamiento de Sonsonate (en cabildo abierto) declaró a esa población unida a esta jurisdicción; é invitó a las demás localidades, de la alcaldía mayor, a hacer lo mismo.
El 17 de diciembre se publicaron las bases de constitución federal, cuya función era la de ser discutida en toda Centroamérica; en las que se estipulaba la división tripartita de poderes (ejecutivo, legislativo, y judicial; más un consejo representativo que serviría de mediador entre el ejecutivo y legislativo), y se organizaba el territorio centroamericano en una federación dividida en estados, siendo uno de ellos el de San Salvador. Este texto serviría de base para la posterior constitución federal de Centroamérica y la constitución del estado de El Salvador.
Para el 22 de diciembre, en la alcaldía mayor sonsonateca, los ayuntamientos de esa jurisdicción (excepto Ahuachapán) habían acordado, en su respectivo cabildo abierto, unirse a la provincia de San Salvador; por lo que ese día, el ayuntamiento de Sonsonate y el de los demás pueblos que habían aceptado la unión, ratificarían la anexión a la provincia e invitarían a los faltantes a hacer lo mismo.
El 22 de enero de 1824, la asamblea constituyente propondría la formación de una junta provincial en la villa de Sonsonate para conocer la voluntad de las poblaciones sobre la incorporación a San Salvador; dicha propuesta sería legalizada el 2 de febrero, pero la asamblea suspendería ese acuerdo pocos días después, dejando el caso a un comisión encargada de delimitar el territorio de los Estados. Más adelante, el 23 de junio de ese año, José Francisco Barberena y Manuel Jacinto Gómez dictaminaron que la alcaldía mayor sonsonateca quedase unida al recién constituido estado de El Salvador.
Ahuachapán se había dado por enterada el 21 de noviembre de la anexión de Sonsonate a San Salvador, además que habían recibido con beneplácito a las tropas de la provincia; pero será hasta el 25 de enero, cuando en cabildo abierto, la población se pronunciaría a favor de la anexión, y se nombrarían como representantes a Esteban Durán, Miguel Mendoza, Ildefonso Barrera, y Miguel Arévalo para la formalización de ese acto político; pero por renuncia del alcalde primero Carlos Silva y otros incidentes, se detuvo el proceso.
El 2 de febrero se volvería a reunir en cabildo abierto el ayuntamiento ahuachapaneco, se pronunciaría nuevamente a favor de la anexión, y  dictaminaría (junto con 106 habitantes de la localidad) nombrar como representantes a los mismos de la vez anterior; quienes, el 7 de febrero, hicieron presente al ayuntamiento su parecer sobre la anexión a San Salvador; acordando ese día la incorporación a esa provincia con las condiciones de: que la anexión no afectase el pacto Federal; que le concediese a la población la restauración del partido o distrito (que estaba formado por Atiquizaya, Apaneca, Ataco, y Tacuba), que el gobierno guatemalteco les había concedido en 1795 y que el gobierno de Sonsonate les había quitado paulatinamente; que los separase de su antiguo rival (Sonsonate); y que se les permitiese elegir un diputado para el congreso estatal; además, plantearon que si en un dado caso el territorio de la antigua alcaldía mayor tuviese los elementos para formar otro estado, se les permitiese segregarse del de San Salvador. Posteriormente, el 12 de ese mes, Ahuachapán recibiría un pliego enviado por el ministerio de estado, justicia, y negocios eclesiásticos del gobierno centroamericano, en el que se le preveía de que mientras no se resolviese su incorporación a San Salvador, continuase sujeto a Guatemala; lo que el ayuntamiento ahuachapaneco acordó acatar, aunque al final terminó anexándose.

#### Congreso constituyente del estado

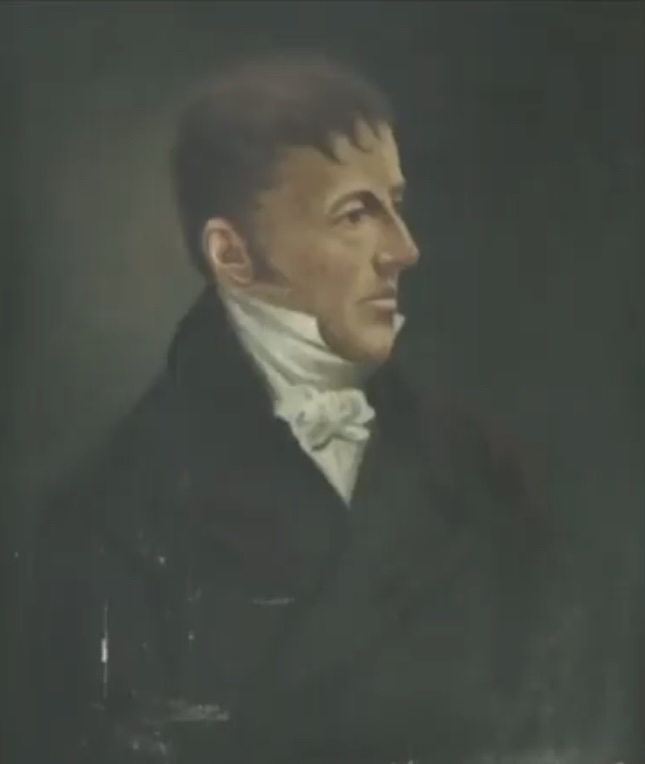
José Mariano Calderón, primer presidente del congreso del estado del Salvador

El 2 de febrero la junta gubernativa, teniendo únicamente a las bases de constitución federal, convocaría a elecciones para el congreso constituyente estatal, que se encargaría de unir las jurisdicciones de la provincia y la alcaldía mayor sonsonateca.
El 5 de marzo se instalaría en San Salvador, en el edificio que había del convento de San Francisco (donde hoy está el mercado ex cuartel), el congreso constituyente; que estaría conformado por 3 diputados de la alcaldía mayor (2 por Sonsonate y 1 por Ahuachapán) y 15 de la provincia; y cuyo primer presidente sería José Mariano Calderón. Se dispuso, ese mismo día 5, que se celebrará la instalación del congreso el día 14 de ese mismo mes; en el que se celebró una misa en la iglesia parroquial, seguido de un acto solemne en la plaza de la ciudad, en la que estuvieron el jefe político Prado, el ministro plenipotenciario ante los gobiernos de Sudamérica Pedro Molina, el presbítero José Matías Delgado (en representación de la asamblea constituyente), el comandante general de las tropas de la provincia coronel José de Rivas, el prior de Santo Domingo fray Francisco Dubón, y el director del montepío de cosecheros de añil Miguel Delgado.
El 29 de marzo, el congreso decretó que se formase un libro con los nombres de todos los que lucharon por la libertad e independencia desde 1811; esto para perpetuar sus memorias y premiar sus servicios a ellos (si seguían vivos) o a sus descendientes. Por otro lado, el 31 de ese mes, el jefe político Prado hizo ver al congreso constituyente que los habitantes de la antigua alcaldía mayor sufrían ofensas e insultos de habitantes de la provincia, por lo que pedía que se castigase rigurosamente a los inquietos.
El 16 de abril el congreso, estando como presidente de él Mariano Fagoaga, se enteró de la llegada la comisión que había ido a negociar la anexión a los Estados Unidos; por lo que el 18 de ese mes, se le dio el puesto de diputado a Juan Manuel Rodríguez (por el que había sido elegido por San Salvador), y se nombró la comisión (integrado por Mateo Ibarra, Joaquín de San Martín, Benito González Martínez y Manuel Romero) para que recibiera con honores a Manuel José Arce (quien había sido designado miembro del triunvirato que gobernaba Centroamérica); a la entrada del recinto del congreso.
El 21 de abril Mateo Ibarra solicitaría al congreso que se nombrase a Manuel José Arce como jefe del estado en gestación, igualmente Miguel José de Castro pidió que se eligiera a alguien como jefe del estado; por lo que se procedió a realizar tal elección, siendo elegido Juan Manuel Rodríguez con 11 votos, contra 4 que obtuvo Arce, y 1 Mateo Ibarra (que fue votado por José Damián Villacorta). Al siguiente día se le daría posesión de ese cargo. Aun así, debido a que todavía no se había emitido la constitución, la provincia continuaría existiendo, continuando en sus funciones de jefe político Mariano Prado.
El 30 de abril José Mariano Calderón reclamó que el jefe Prado no había dado cumplimiento a varias órdenes dadas por el congreso, por lo que propuso a que se pasase una nota a Prado, en la que se le exigía que informase al congreso sobre el éxito de lo que el congreso acordaba; a lo que añadió Ramón Meléndez, de que se le enviase también dicha nota al jefe de Estado para que verifique su cumplimiento.
El 27 de abril soldados del escuadrón de dragones, con el apoyo y recomendación de Manuel José Arce, solicitaron al congreso su reorganización. El 29, debido a las murmuraciones que había en Guatemala por la presencia de Arce y Delgado en la provincia, Calderón pidió que se nombrase a Arce como comandante de las tropas; lo que así se realizó. Más adelante, el 4 de mayo, se conformó una comisión especial integrada por Mateo Ibarra, Sixto Pineda, y Pablo María Sagastume, para que junto con Arce decidieran el modo de reorganizar las tropas. El 7 de mayo, estando como presidente del congreso Sagastume, se leería el informe de Arce y dicha comisión; y se aprobaría (con algunas pequeñas modificaciones) uno a uno los 9 artículos de lo que sería la ley constitutiva de la legión de la libertad (fuerzas armadas del estado en gestación).
Debido a que, la ley de las milicias estatales, necesitaba de la sanción del jefe de Estado y las tropas no dejaban marchar a Guatemala a Arce y Delgado, se nombró una comisión compuesta por Ibarra, San Martín, Meléndez y Castro (si se llegaban a encontrar a este último), para que llevasen a Arce y Delgado a la casa de Rodríguez para la aprobación de la ley; a su vez, ese día se dictaminó que el jefe de Estado tenía facultad para suspender decretos y órdenes del congreso. Luego de ser sancionada esa ley, Arce y Delgado retornaron a Guatemala, quedando como comandante de las armas Macario Sánchez.
El 18 de mayo se procedió a la discusión para la instalación de la Corte Superior de Justicia del gestante estado y la elección de los tres magistrados que provisionalmente la iban a constituir. Siendo elegidos para tal fin Joaquín Durán y Aguilar (que vendría a ser el primer presidente de la Corte suprema de justicia), Liberato Valdés (ambos elegidos con 14 votos), y Francisco Merino (elegido con 8 votos). Los otros participantes que no fueron electos fueron José Antonio Rovira (que recibió 6 votos), Agustín Cisneros, Dionisio Mancía, y Pedro Campa Arpa (con un voto cada uno. La Corte electa se instalaría el 2 de agosto de ese año.
El 12 de junio se emitiría la primera constitución estatal (antes de la constitución federal que fue emitida el 22 de noviembre de ese año), y el 4 de julio sería jurada y promulgada. Con ello, quedarían unidas las jurisdicciones de la provincia y la alcaldía mayor sonsonateca en el Estado de El Salvador. Siendo el último Intendente-Jefe Político de la provincia de San Salvador Mariano Prado.

## Gobierno

### Intendente Jefe político superior
La provincia era dirigida por un intendente jefe político superior; que era nombrado por la autoridad máxima o gobierno central, ya sea este el rey de España, la Junta Provisional Consultiva de Guatemala, el emperador de México, el jefe político superior y capitán general de Guatemala, o el gobierno ejecutivo de las Provincias Unidas de Centroamérica. El título de intendente proviene de la entidad administrativa anterior a esta jurisdicción (la Intendencia de San Salvador; que había sido parte de la Provincia de Guatemala hasta que el decreto de las cortes generales de 8 de mayo de 1821 creó esta provincia de San Salvador); mientras que el de jefe político superior, es el título dado por la Constitución española de 1812 a los gobernantes de las provincias (que era la máxima entidad administrativa estipulada en esa constitución).
Según la Constitución española de 1812 y la instrucción de 23 de junio de 1813 (que eran la base legal de esta provincia incluso después de la independencia), el jefe político superior era el encargado de: presidir la diputación provincial; supervisar el trabajo de la diputación y los ayuntamientos; ser el único conducto entre la diputación y el gobierno central; cuidar la tranquilidad pública, asegurar el buen orden, y la seguridad de las personas y sus bienes; verificar la ejecución de las leyes y órdenes del gobierno; y además que tendría a su cargo el vicepatronato (potestad de autorizar a los líderes eclesiásticos). Además de ello, debía presidir el ayuntamiento (sin voto excepto en caso de empate en una votación) de la capital; teniendo la diputación provincial un lugar preferente sobre el ayuntamiento.

### Diputación provincial
La diputación provincial era una corporación compuesta de 7 representantes (vocales) electos de los partidos o distritos, que se renovaría por mitad cada 2 años. Según la Constitución española de 1812, sus miembros debían tener más de 25 años, haber nacido o estar avecindado en la provincia al menos por 7 años, estar en el ejercicio de sus derechos, y con lo suficiente para mantenerse con decencia.
Sus funciones, dadas por la Constitución antedicha, eran: intervenir y aprobar los repartimientos de contribuciones que hiciera el jefe político a los pueblos; cuidar del establecimiento de ayuntamientos donde faltasen; promover la educación, la agricultura, el comercio, y la industria; cuidar de los establecimientos de beneficencia; fomentar los censos; informar al gobierno central sobre abusos a la administración en la administración de las rentas públicas o sobre las infracciones a la constitución; velar por la economía, orden y progreso de las misiones para la conversión de los indígenas no cristianos; y proponer al gobierno central los impuestos que considerasen más convenientes para obras nuevas de utilidad común o la reparación de las antiguas.
La provincia tuvo en su historia dos diputaciones (la que fue electa en 1821 y la que lo fue en 1823) que terminaron erigiéndose en juntas gubernativa; con lo que sus miembros (junto al jefe político superior) pasaron a gobernar la provincia en conjunto, esto para preparar y alistar las defensas de la provincia ante cualquier eventualidad que podría suscitarse de un problema que se estaba dando (ya sea la guerra y anexión a México en 1822 o la rebelión de Ariza y de que hubiesen más conservadores en el gobierno ejecutivo de las Provincias Unidas en 1823). Ambas juntas gubernativas, al final, le dieron paso a un congreso de diputados electos para decidir el futuro de la provincia (caso del de 1822) o unir la provincia con la alcaldía mayor de Sonsonate en el estado de El Salvador (en el congreso constituyente de 1824); en este último caso, la junta volvió a ser una diputación provincial (sin los miembros que fueron electos diputados al congreso constituyente) y continuó operando en el estado salvadoreño hasta la conclusión de su período a fines de 1825, y en su lugar en febrero de 1826 se crearían las juntas departamentales.

### Jefes políticos subalternos
El jefe político superior nombraba jefes políticos subalternos en los partidos de la jurisdicción, quienes debían presidir el ayuntamiento (sin voto excepto en caso de empate en una votación) de la cabecera de su respectivo partido.
Según la instrucción del 23 de junio de 1813, tendrían por función: ser el conducto por el que el jefe superior comunicaría las leyes que se publicaría en el territorio, cuidando su observancia; así como el conducto por donde se entenderían los ayuntamientos de su territorio con el jefe político superior y la diputación provincial; además debían de mantener el orden y tranquilidad en los pueblos de su jurisdicción; remitir las cuentas de los pueblos de su territorio a la contaduría de propios y arbitrios de la provincia; y no podían emprender ninguna obra pública sin el consentimiento del jefe político superior.

### Ayuntamientos constitucionales
Las poblaciones con suficientes cantidad de habitantes contaban con un ayuntamiento constitucional, cuyos miembros eran electos cada año (cambiándose cada año los alcaldes, y la mitad de los regidores y procuradores síndicos); celebrándose las elecciones en el mes de diciembre, para que sus miembros tomasen posesión el primero de enero. Como se dijo anteriormente, aquellos ubicados en la capital o cabeceras eran presididas por el jefe político superior o subalternos respectivamente. Por otro lado, sus miembros podían ser de todas las clases sociales y castas; y también podían ser elegidos como diputados o para integrar la diputación provincial.
Aquellas localidades cuya población iba de 1000 habitantes en adelante tendrían un ayuntamiento o cabildo conformado por dos alcaldes, 8 a 12 regidores y un procurador; mientras que los pueblos con una población entre 1000 y 100 habitantes estaría conformado por un alcalde, 2 a 6 regidores y un procurador.
Para ser miembro de los ayuntamientos había que: ser ciudadano en el pleno ejercicio de sus derechos; tener como mínimo 25 años de edad; tener como mínimo 5 años de estar avecindado en la población; no ser empleado público de nombramiento del rey (o del gobierno central vigente) a excepción de los militares; y no podían dejar los cargos sin causa legal. Los miembros del ayuntamiento no podían volver a ejercer un cargo en este hasta pasado 2 años.
En el año en que se formó la provincia, 1821, había 75 ayuntamientos constitucionales. Varias poblaciones (como por ejemplo Ayutuxtepeque, Cuscatancingo, San Marcos o Ilopango) no tuvieron, quedando en la jurisdicción de alguno de los ayuntamientos constitucionales que nombrarían a dos alcaldes pedáneos para administrarlos.
Según la instrucción de 1813, los ayuntamientos constitucionales eran los encargados de: supervisar la reparación de las calles y puentes, la limpieza de las plazas, funcionamiento de los mercados y alumbrado, y el abastecimiento de alimentos; promover y supervisar la formación de juntas de sanidad y hospitales; el mantenimiento de los montes y plantíos del común; tomar medidas para asegurar y proteger a las personas y sus bienes; administrar los fondos de propios y arbitrios; recaudar las contribuciones; mantener las escuelas; promover la agricultura, el comercio y la industria; cuidar los alojamientos y suministros de las tropas; además darían una información constante al jefe político superior, enviándole cada tres meses información detallada de los habitantes de la provincia (así como de las epidemias, estado de salud, irregularidades en los hospitales, y sobre las obras públicas y renovación anual de sus miembros); y tenían que entenderse con el jefe político superior para la administración de almacenes de granos, solicitar cantidades adicionales de fondos y arbitrios, para rendirle cuentas anuales de la administración local, y para el alojamiento y suministro de las tropas. Por otro lado, si en un dado caso molestaban a los vecinos, estos podían acudir al jefe político superior, quien (luego de escuchar a la diputación provincial) procedería a sancionar al ayuntamiento si lo tuviese por conveniente.
Serían los encargados de llevar la justicia civil y ordinaria en casos de primera instancia; función, que según la Constitución tendría que ser llevada por los jueces de letras, pero como éstos no se instalaron fueron los ayuntamientos quienes lo ejercieron. Además, tenían que administrar justicia a cualquier pleito entre demandante y demandado (como juzgados de paz).

### Diputados
La junta de gobierno de la provincia de San Salvador, en julio de 1822, nombraría a Juan de Dios Mayorga como su diputado al congreso del imperio mexicano; Mayorga era originario de Metapán y había sido electo diputado por Chiquimula.
El 2 de octubre de 1822 se convocaría a elecciones para el congreso de la provincia. Para el cual fueron electos 31 diputados: 11 por San Salvador; 4 por San Miguel; 3 por Chalatenango; 2 por Metapán; 6 por San Vicente; 2 por Cojutepeque; y 3 por Zacatecoluca. Congreso que sería presidido por el jefe político de la provincia el presbítero José Matías Delgado.
Para el congreso de las provincias que proclamaría la independencia absoluta (el 1 de julio de 1823) y se convertiría en Asamblea Nacional Constituyente de las Provincias Unidas de Centroamérica, se escogería a 9 diputados propietarios y suplentes, estando en total: 4 diputados por San Salvador (2 propietarios y 2 suplentes), 2 por Santa Ana, 2 por San Miguel, 2 por San Vicente y 1 por Cojutepeque. Entre ellos estarían el presbítero José Matías Delgado (presidente de ese congreso), Juan Francisco Sosa (primer secretario del congreso), y Juan Vicente Villacorta (miembro del primer y segundo triunvirato encargado del gobierno de las provincias unidas).
En el congreso constituyente del estado del Salvador, en 1824, la provincia estaría representado por 15 diputados (uno por distrito). Entre ellos estarían José Mariano Calderón (primer presidente de ese congreso), Miguel José de Castro y Lara (último presidente de ese congreso) y Juan Manuel Rodríguez (primer jefe del estado de El Salvador).
Para ser diputado, según la Constitución de 1812, había que: ser mayor de 25 años; haber nacido en la provincia o estar avecindado en ella por más de siete años; tener una renta anual proporcionada que proviniese de sus propios bienes. Además de ello, el diputado, podía pertenecer al estado seglar o eclesiástico regular.

### Elecciones
Las elecciones, según lo estipulado en la Constitución de 1812, eran indirectas, realizándose en un sistema de grados que estaba conformado por las juntas de parroquia, de partido y de provincia.
Para la elección de miembros de la diputación provincial y de diputados (para el congreso de la Provincia de San Salvador en 1822, a la congreso de las provincias centroamericanas en 1823 o al congreso constituyente del estado del Salvador en 1824), los ciudadanos se reunían en su respectiva parroquia, donde en conjunto conformarían la junta parroquial y procederían a elegir (a voz alzada) a los compromisarios, cuyo número variaba dependiendo en la población (pudiendo llegar a 31 en las más pobladas); ellos se reunirían en un lugar separado para escoger en escrutinio secreto de 1 a 3 o más (dependiendo de la cantidad de vecinos) electores parroquiales. Estos, después se reunirían en las casas consistoriales de las cabeceras de los partidos electorales (en este caso las cabeceras de los distritos); conformarían las juntas de partido, que era presidido generalmente por la máxima autoridad del lugar; escogerían por escrutinio secreto y mediante cédulas (ganando aquel que obtenía la mitad más uno de los votos) al  o a los electores de partido. Finalmente, éstos irían a la capital de la provincia; formarían la junta provincial, presidida por el jefe político; y votarían, escribiendo en una lista a la persona que apoyaban; aquellos que hubiesen recibido la mitad más uno de los votos serían elegidos como diputados (ya sea al congreso de la provincia en 1822, al congreso de las provincias centroamericanas en 1823 o al congreso constituyente del estado del Salvador en 1824) y de igual manera escogerían a los suplentes; y al día siguiente elegirían, del mismo modo, a los vocales de la diputación provincial (si era tiempo de elección de ellos).
En el caso de los ayuntamientos constitucionales, la elección era en principio similar, con la diferencia en que eran los ciudadanos (en la junta parroquial) quienes elegían a los electores parroquiales, ya sea escribiendo su nombre en cédulas o papeles, o acercándose a la mesa de la junta para decirle al secretario a quienes apoyaban (anotándolos el secretario en presencia del votante). Al día siguiente, se reunían los electores de parroquia, formaban una junta (junto con quien presidía la junta parroquial), y escogerían secretamente mediante cédulas a los miembros del ayuntamiento.

## División administrativa

Partidos de la provincia de San Salvador.

Distritos de la provincia de San Salvador.

Esta nueva provincia contaría con la misma división administrativa de la anterior intendencia, pero con algunos cambios. Así, las subdelegaciones pasaran a denominarse únicamente como partidos y a ser lideradas por un jefe político subalterno nombrado por el jefe político de la provincia. Mientras que las tenencias pasarían a denominarse únicamente como distritos y serían liderados por el alcalde de primer voto de su cabecera, por lo que tendrían el título de jefe de distrito. Por lo que estaría conformada de la siguiente manera:
- Partido de Santa Ana: conformada por los distritos de Santa Ana y Metapán.
- Partido de San Salvador: integrada por los distritos de San Salvador, Opico, Tejutla, Chalatenango, Cojutepeque y Sensuntepeque.
- Partido de San Vicente: formada por los distritos de Olocuilta, Zacatecoluca y San Vicente.
- Partido de San Miguel: conformada por los distritos de San Miguel, Usulután, Gotera y San Alejo.[62]